# Réception du Grand Condé à Versailles
Réception du Grand Condé à Versailles ou Réception du Grand Condé par Louis XIV est un tableau peint par Jean-Léon Gérôme en 1878. Il représente la réception de Louis II de Bourbon-Condé par Louis XIV, à Versailles, au pied de l'escalier des Ambassadeurs, en 1674. Le tableau est acquis en 2004 par le musée d'Orsay.

## Analyse
À la suite du succès mitigé d'une autre de ses toiles, Siècle d'Auguste : naissance de N. S. Jésus Christ (exposition universelle de 1855), Gérôme se concentre sur la « petite » histoire. Ici il met en lumière la comédie du pouvoir, à travers l'allégeance tardive du prince à son roi. Le goût pour la reconstitution et la précision du peintre se retrouvent dans la représentation des riches costumes de cour, autant que dans la reproduction du monumental escalier des Ambassadeurs de Versailles, détruit plus d'un siècle auparavant.

## Historique

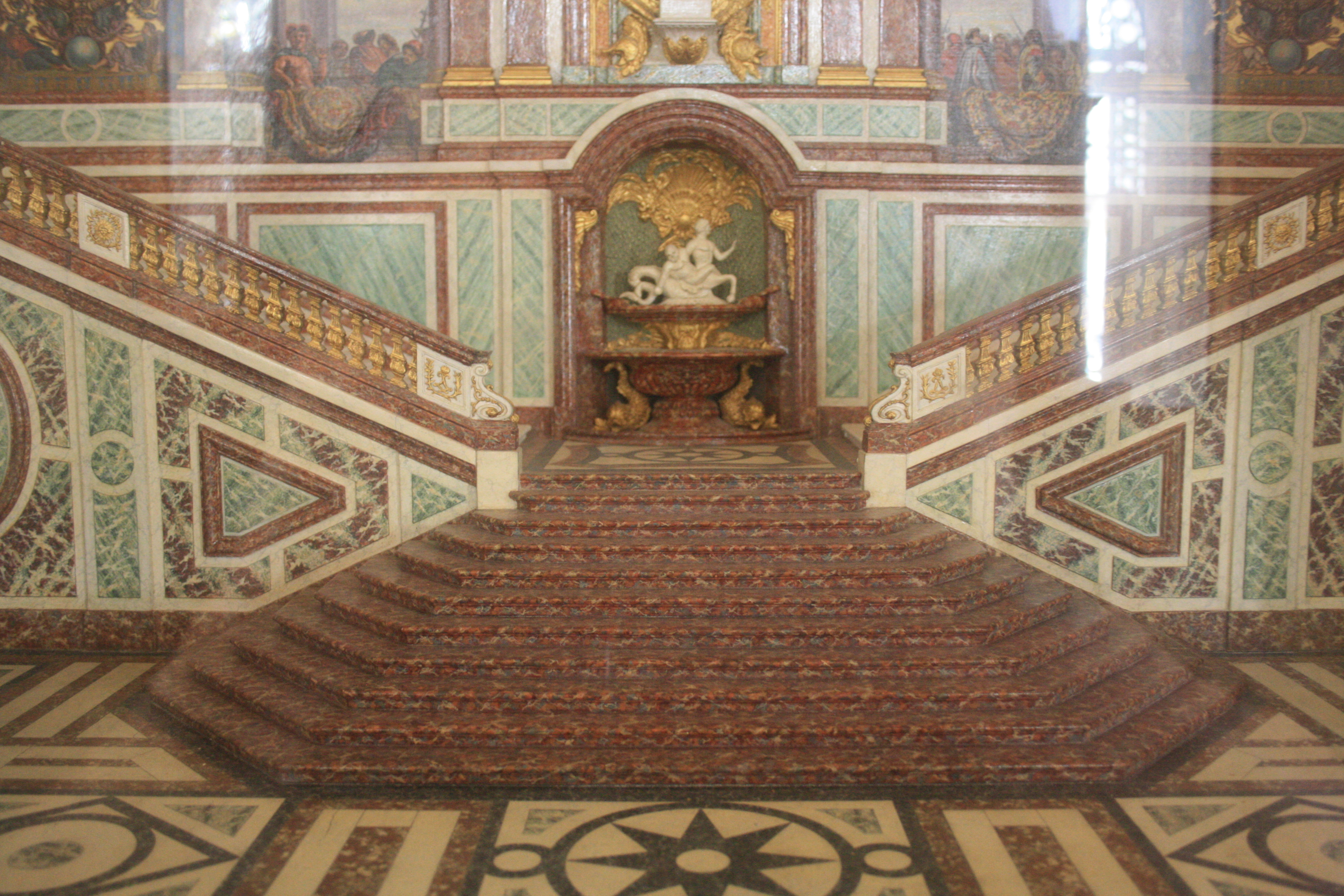
Maquette des escaliers des ambassadeurs.

La peinture de Gérôme est acquise en 2004 par le musée d'Orsay.
En 2014, le tableau est prêté au Musée des beaux-arts de Lyon dans le cadre de l'exposition L'invention du Passé. Histoires de cœur et d'épée 1802-1850.